# Hunucmá
Hunucmá ist eine Stadt mit ca. 30.000 Einwohnern im Norden des mexikanischen Bundesstaats Yucatán. Sie ist der Hauptort einer Gemeinde (municipio) mit insgesamt ca. 35.000 Einwohnern, zu der auch der Küstenort Sisal gehört.

## Lage und Klima
Hunucmá liegt etwa 40 km (Fahrtstrecke) nordwestlich von Mérida und ist nur etwa 25 km von der Stadt Sisal an der Küste des Golfs von Mexiko entfernt. Das Klima ist meist trocken und warm; Regen (ca. 750 mm/Jahr) fällt überwiegend im Sommerhalbjahr.

## Bevölkerung
| Jahr      | 2000   | 2010   | 2020   |
| Einwohner | 20.984 | 24.916 | 28.412 |

## Geschichte
Die Ursprünge der Stadt liegen im Dunkeln; die Existenz einer kleinen Maya-Siedlung ist jedoch wahrscheinlich. Nach der Eroberung Yucatáns durch die Spanier unter Francisco de Montejo in den Jahren 1527–1547 entstand noch im 16. Jahrhundert eine Missionsstation des Franziskanerordens.
Die Stadt war lange Zeit ein Zentrum des Sisal-Agaven-Anbaus. In den letzten Jahrzehnten des 20. und zu Beginn des 21. Jahrhunderts entwickelte sie sich zu einem Industrievorort der Millionenstadt Mérida; ein 138 ha großer Industriepark wurde eingerichtet.

## Sehenswürdigkeiten
- Die einschiffige ehemalige Klosterkirche San Francisco de Asís ist das Wahrzeichen der Stadt.
- Ihr gegenüber liegt der Parque Central mit einem Musikpavillon.
- In und bei der Stadt gibt es mehrere Cenotes.